# Sde Nachum
Sde Nachum (hebrejsky שְׂדֵה נַחוּם‎, doslova "Nachumovo pole", anglicky Sde Nahum, v oficiálním seznamu sídel Sede Nahum) je vesnice typu kibuc v Izraeli, v Severním distriktu, v Oblastní radě Emek ha-Ma'ajanot.

## Geografie
Leží v oblasti s intenzivním zemědělstvím v nadmořské výšce 85 metrů pod mořskou hladinou, 22 kilometrů jižně od Galilejského jezera, v Bejtše'anském údolí, které je součástí Jordánského údolí. Severně od obce se pozvolna zvedá náhorní planina Ramat Cva'im, z níž do údolí stékají podél západního okraje obce vádí Nachal Pachat a Nachal Nachum. Jižně od obce směřuje k východu tok Nachal Charod, podél něhož západně odtud Bejtše'anské údolí přechází do Charodského údolí. Vlastní dno těchto údolí je rovinaté, s rozsáhlými plochami umělých vodních nádrží a zemědělských pozemků. Člení ho jen nevelké pahorky, většinou lidského původu coby stopy dávného osídlení jako Tel Temes. Severovýchodně od vesnice leží na výšině Ramat Cva'im průmyslová zóna Cva'im i tato výšina je ale převážně zemědělsky využívaná.
Vesnice se nachází cca 3 kilometry severozápadně od města Bejt Še'an, cca 83 kilometrů severovýchodně od centra Tel Avivu a cca 55 kilometrů jihovýchodně od centra Haify. Sde Nachum obývají Židé, přičemž osídlení v tomto regionu je ryze židovské.
Sde Nachum je na dopravní síť napojen pomocí dálnice číslo 71. Jižně od vesnice vede železniční trať v Jizre'elském údolí, zrušená roku 1948 a obnovená po nákladné rekonstrukci roku 2016. Nachází se tu železniční stanice Bejt Še'an.

## Dějiny
Sde Nachum byl založen v roce 1937. Vznikl jako opevněná osada typu „Hradba a věž“ 5. ledna 1937 a pojmenován podle Nachuma Sokolowa - dlouholetého předsedy Světového sionistického kongresu. Původní název osady ale zněl ha-Sade (השדה) - podle jména skupiny zakladatelů.
Zakladatelé kibucu byli absolventy zemědělského institutu Mikve Jisra'el a vytvořili skupinu již roku 1929 a pobývali pak dočasně v Rišon le-Cijon. V roce 1937 se usadili zde. V prvních letech ovšem vesnice čelila nedostatku vody a zemědělské půdy. To se změnilo až po válce za nezávislost. Kibuc se zaměřoval na zemědělství a chov ryb v umělých nádržích. Jedněmi z prvních obyvatel Sde Nachum byli také židovští přistěhovalci z Rakouska, později z Polska, SSSR a Německa.
Roku 1949 měla vesnice 411 obyvatel a rozlohu katastrálního území 6833 dunamů (6,833 kilometru čtverečního).
Ekonomika Sde Nachum je založena na zemědělství a průmyslu. V roce 2003 byla severně od stávajího kibucu dokončena nová obytná čtvrť určená pro individuální zájemce o výstavbu rodinného domu, bez vazby na hospodaření a sociální strukturu kibucu. Šlo o první etapu s 51 rodinnými domy. Další stavební fáze s 52 projektovanými domy je v plánu.
V Sde Nachum fungují zařízení předškolní péče. Základní školy jsou v okolních obcích (kibuc Mesilot). Je zde společenské centrum, společná jídelna, obchod a synagoga.

## Demografie
Obyvatelstvo kibucu Sde Nachum je sekulární. Podle údajů z roku 2014 tvořili naprostou většinu obyvatel v Sde Nachum Židé (včetně statistické kategorie "ostatní", která zahrnuje nearabské obyvatele židovského původu ale bez formální příslušnosti k židovskému náboženství).
Jde o menší sídlo vesnického typu s rostoucí populací. K 31. prosinci 2014 zde žilo 526 lidí. Během roku 2014 populace stoupla o 9,4 %.
| Rok            | 1948 | 1949 | 1961 | 1972 | 1983 | 1995 | 2001 | 2003 | 2004 | 2005 | 2006 | 2007 | 2008 | 2009 | 2010 | 2011 | 2012 | 2013 | 2014 |
| -------------- | ---- | ---- | ---- | ---- | ---- | ---- | ---- | ---- | ---- | ---- | ---- | ---- | ---- | ---- | ---- | ---- | ---- | ---- | ---- |
| Počet obyvatel | 479  | 411  | 311  | 262  | 303  | 287  | 318  | 333  | 351  | 335  | 329  | 348  | 359  | 365  | 389  | 425  | 442  | 481  | 526  |